# Edoardo Teagno

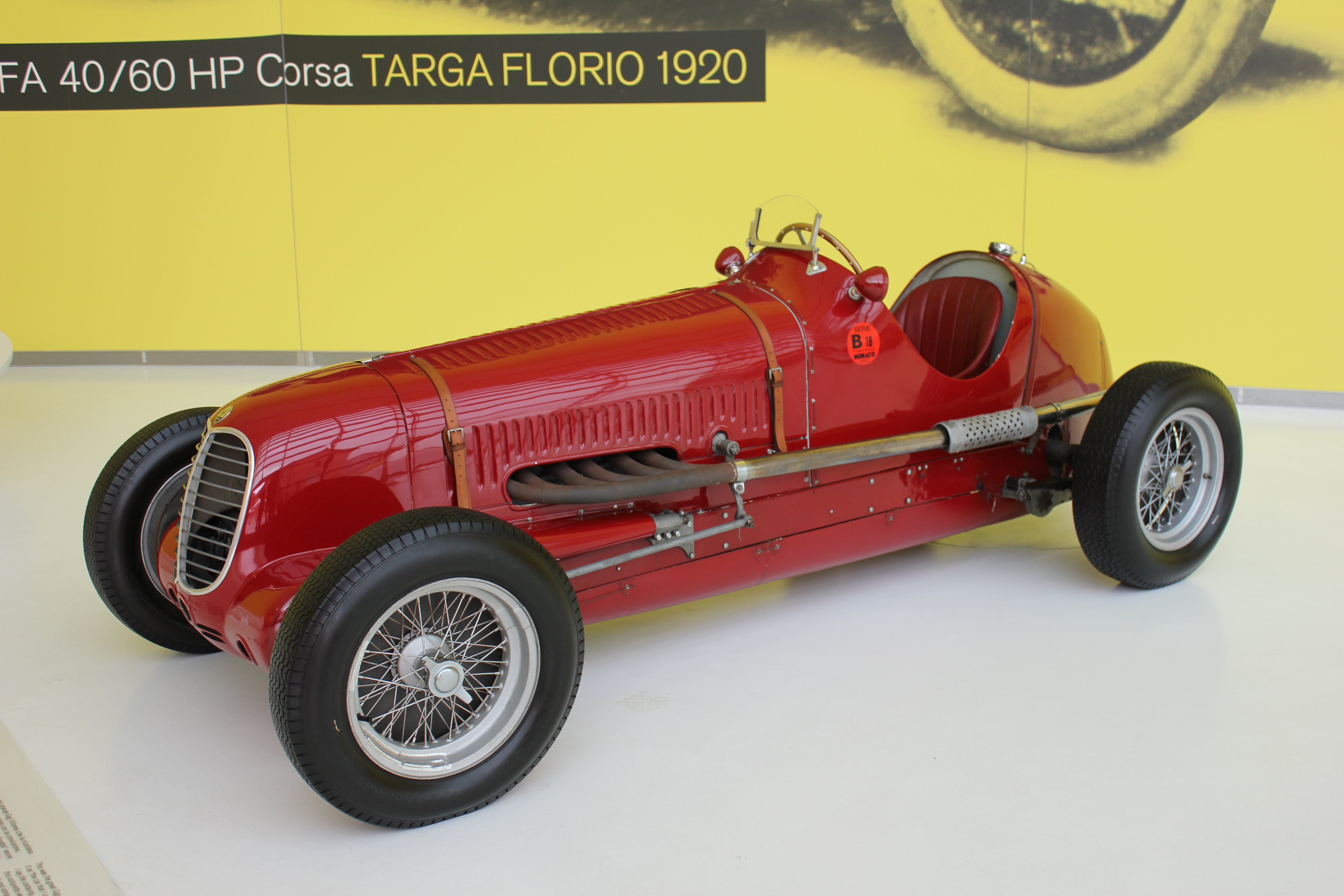
Maserati 6CM

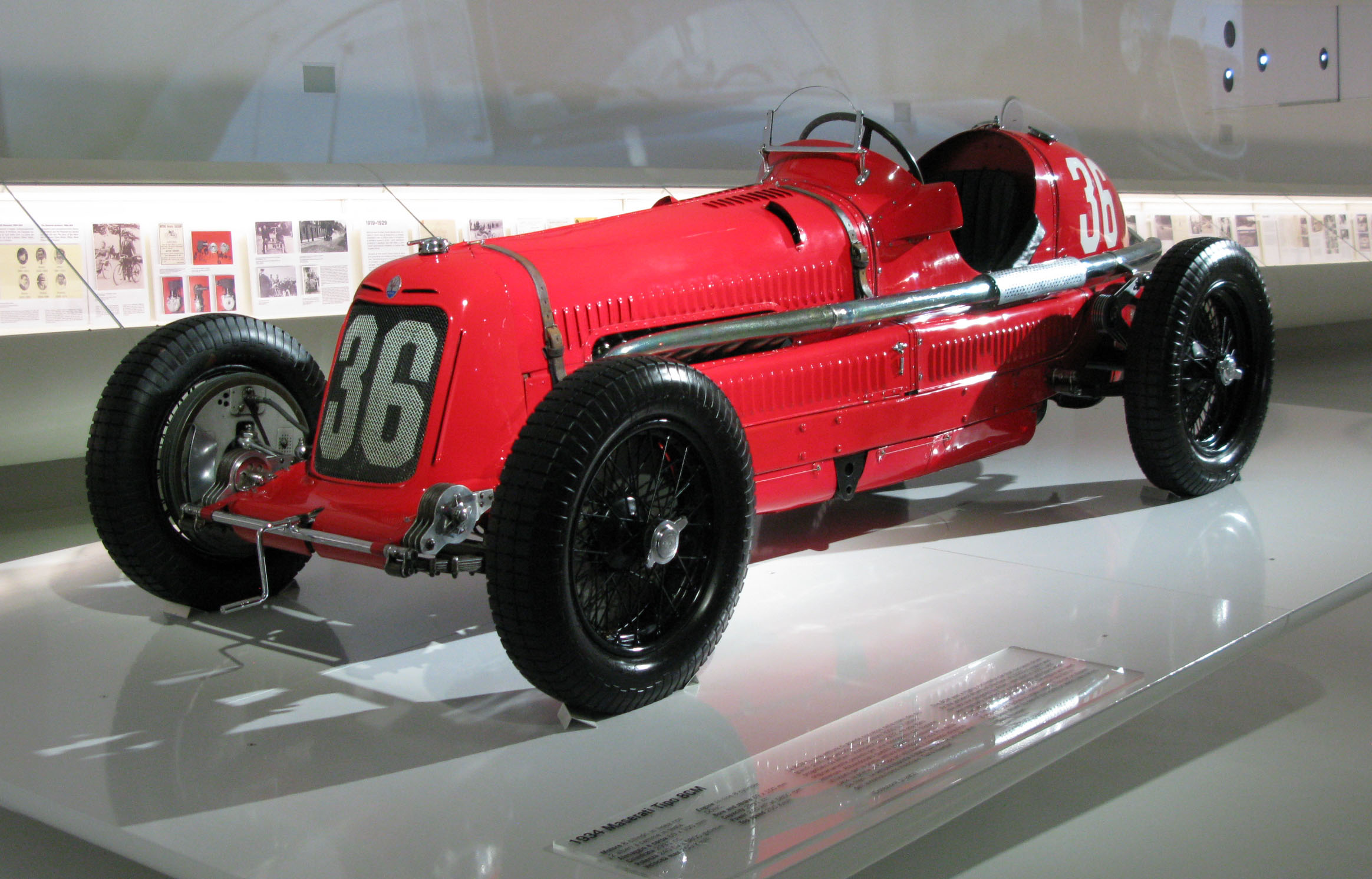
Maserati 8CM

Edoardo Teagno (* 17. Januar 1902; † 15. Mai 1945 in oder bei Castelfranco Emilia) war ein italienischer Automobilrennfahrer.

## Leben
Teagno bestritt in seiner Laufbahn vornehmlich Voiturette-Rennen. 1937 belegte er beispielsweise auf Maserati 6CM beim VI. Internationalen AVUS-Rennen in Berlin den dritten Platz hinter Charles Martin und Luigi Platé in dieser Kategorie. 1939 gewann er auf dem Circuito di Montenero in Livorno die Coppa Ciano in der Voiturette-Klasse. Bei der Mille Miglia 1937 wurde Teagno zusammen mit Nando Barbieri auf Alfa Romeo 6C 2300 GT Spider Achter.
1937 und 1938 startete Edoardo Teagno für die Scuderia Subauda auf Maserati 8CM auch in der Grand-Prix-Europameisterschaft der AIACR. Bestes Resultat dabei war der 14. Rang beim Großen Preis der Schweiz 1938 in Bremgarten bei Bern.
Teagno hatte am Ende des Zweiten Weltkrieges den Rang eines Capitano bei der Guardia Nazionale Repubblicana, der Militärpolizei der Italienischen Sozialrepublik, inne. Er wurde am 15. Mai 1945 zusammen dem ehemaligen Parteisekretärs der PNF von Cuneo, Secondo Ronza, und einer weiteren Person in der Emilia-Romagna von antifaschistischen Partisanen ermordet, nachdem die drei mit einer großen Menge an gestohlenem Bargeld – 1,7 Millionen Lire – aufgegriffen worden waren.

## Statistik

### Vorkriegs-Grand-Prix-Ergebnisse
| Saison | Team             | Wagen        | 1  | 2   | 3 | 4   | 5 | Punkte | Position |
| ------ | ---------------- | ------------ | -- | --- | - | --- | - | ------ | -------- |
| 1937   | Scuderia Subauda | Maserati 8CM |    |     |   |     |   | 39     | 33.      |
| 1937   | Scuderia Subauda | Maserati 8CM |    | DNF |   | DNS |   | 39     | 33.      |
| 1938   | Scuderia Subauda | Maserati 8CM |    |     |   |     |   | 28     | 14.      |
| 1938   | Scuderia Subauda | Maserati 8CM | 14 |     |   |     |   | 28     | 14.      |

| Legende  | Legende                                                                   | Legende                                                                   | Legende   |
| Farbe    | Bedeutung                                                                 | Bedeutung                                                                 | EM-Punkte |
| -------- | ------------------------------------------------------------------------- | ------------------------------------------------------------------------- | --------- |
| Gold     | Sieg                                                                      | Sieg                                                                      | 1         |
| Silber   | 2. Platz                                                                  | 2. Platz                                                                  | 2         |
| Bronze   | 3. Platz                                                                  | 3. Platz                                                                  | 3         |
| Grün     | Klassifiziert, mehr als 75% der Renndistanz zurückgelegt                  | Klassifiziert, mehr als 75% der Renndistanz zurückgelegt                  | 4         |
| Blau     | nicht punkteberechtigt, zwischen 50% und 75% der Renndistanz zurückgelegt | nicht punkteberechtigt, zwischen 50% und 75% der Renndistanz zurückgelegt | 5         |
| Violett  | nicht punkteberechtigt, zwischen 25% und 50% der Renndistanz zurückgelegt | nicht punkteberechtigt, zwischen 25% und 50% der Renndistanz zurückgelegt | 6         |
| Rot      | nicht punkteberechtigt, weniger als 25% der Renndistanz zurückgelegt      | nicht punkteberechtigt, weniger als 25% der Renndistanz zurückgelegt      | 7         |
| Farbe    | Abkürzung                                                                 | Bedeutung                                                                 | EM-Punkte |
| Schwarz  | DSQ                                                                       | disqualifiziert (disqualified)                                            | 8         |
| Weiß     | DNS                                                                       | nicht gestartet (did not start)                                           | 8         |
| Weiß     | DNA                                                                       | nicht erschienen (did not arrive)                                         | 8         |
| sonstige | P/fett                                                                    | Pole-Position                                                             | 8         |
| sonstige | SR/kursiv                                                                 | Schnellste Rennrunde                                                      | 8         |
| sonstige | DNF                                                                       | Rennen nicht beendet (did not finish)                                     | 8         |